# ジョン・キャンベル (初代ラウドン伯爵)

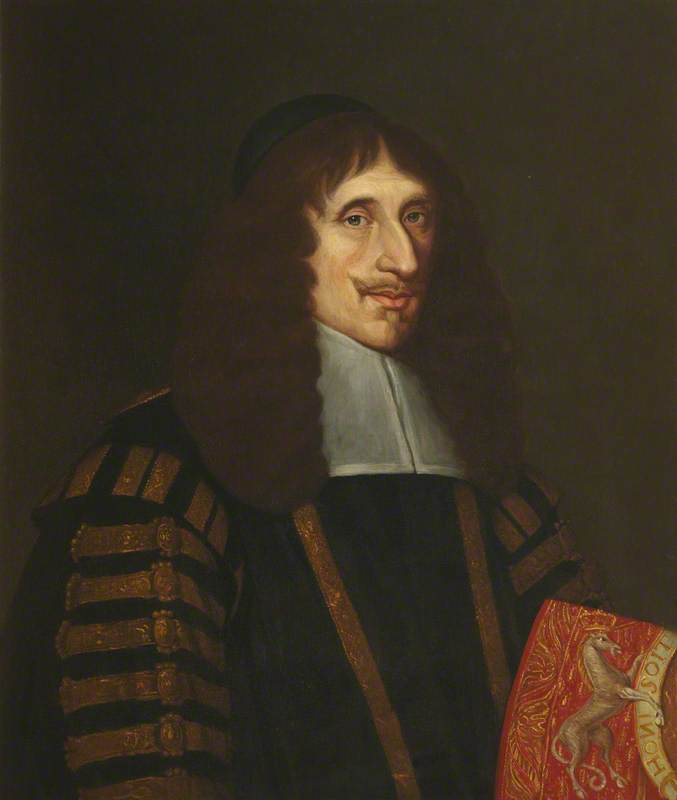
初代ラウドン伯爵ジョン・キャンベル

初代ラウドン伯爵ジョン・キャンベル（英：John Campbell, 1st Earl of Loudoun, 1598年 - 1662年/1663年）は、清教徒革命（イングランド内戦・スコットランド内戦）から王政復古期のスコットランドの貴族・政治家。キャンベル氏族出身で国民盟約（盟約派）の一員でもあった。

## 生涯
ジェームズ・キャンベルとジェイン・コルヴィル（初代クーロスのコルヴィル卿の三女）夫妻の子として誕生した。1619年に義理の祖父にあたる初代ラウドンのキャンベル卿が彼に爵位を譲るべく卿位を退いたが直ちに襲うことはなく、祖父の死去後の1622年に卿位を継承した。イングランド王兼スコットランド王チャールズ1世が即位後の1626年に失効法(Act of Revocation)を制定した際は、国王に法律緩和の請願を行う使節の一人となった。これにより国王の知遇を得たキャンベルは1633年にラウドン伯爵、タリネイン=モホリン卿に叙された。
その後、キャンベルは国王チャールズ1世の宗教政策に反対して1638年に国民盟約を結成、1640年の第2次主教戦争でイングランドへ侵攻、和睦後はスコットランド大法官に任命され国王とスコットランド議会の仲介に当たった。しかし1642年5月に同族のアーガイル侯爵アーチボルド・キャンベルの代理としてチャールズ1世の下へ派遣された時、イングランド議会（長期議会）とチャールズ1世の争いで議会に正統性があるとのスコットランド議会の意向を伝え、国王の不興を買った。
スコットランドへ戻るとアーガイル侯の補佐に当たり、1643年2月にチャールズ1世が滞在していたオックスフォードへ使節として再度派遣され、スコットランド教会代表のアレクサンダー・ヘンダーソンと共に第一次イングランド内戦の仲介を買って出た。イングランド国教会（監督制）を廃止してスコットランドの長老制を導入することを条件にした提案だったが、王党派のスコットランド貴族・ハミルトン公爵ジェイムズ・ハミルトンの助言を受けたチャールズ1世から拒否された上、2ヶ月オックスフォードで待たされた末に帰国した。
以後は議会派へ味方することになり、厳粛な同盟と契約で1644年に設立したイングランド・スコットランド合同の両王国委員会の委員に任命されイングランドへ赴任した。そこで独立派、特にオリバー・クロムウェルの台頭に不安を覚え、1644年12月3日にエセックス伯ロバート・デヴァルーの屋敷で他のスコットランド委員と共にエセックス伯とデンジル・ホリス、フィリップ・ステイプルトン、ブルストロード・ホワイトロックらと会談、クロムウェルを戦争扇動者として告発する計画を協議したが、ホワイトロックから十分な証拠が無いことを指摘され計画は失敗した。翌1645年1月に行われたアクスブリッジでの国王との和睦交渉にヘンダーソンとローダーデイル伯ジョン・メイトランドと共に出席、王党派のエドワード・ハイドに国王の説得を働きかけたが、国王が宗教で譲歩しないままだったため和睦交渉も失敗した。スコットランド内戦で本国の盟約派が王党派のモントローズ侯爵ジェイムズ・グラハムに脅かされ、8月15日のキルシスの戦いで盟約派がモントローズ侯に惨敗したこともあって立場は不安定になり、イングランドに駐屯しているスコットランド軍に本国救援を哀願するまでになった。
内戦終盤でチャールズ1世と盟約派の和睦に取り掛かり、両者の同盟を策したフランスの外交官に接触したり、1646年7月にスコットランド軍に投降していたチャールズ1世へ改めて和睦受け入れを求めたが、拒否されたため議会派との交渉に移り、国王の身柄の扱いで揉めたがスコットランド軍撤退と支払い金額で合意を取り付けた。翌1647年の和解契約には反対したものの、イングランド共和国とは敵対してチャールズ2世を支持したが、1650年、第三次イングランド内戦のダンバーの戦いで敗れて郷里へ引退した。チャールズ2世支持を変えなかったにも拘らず、王政復古後の1662年に過酷な罰金刑を課せられ晩年は不遇だった。死去した年は1662年または1663年とされはっきりしていない。

## 子女
妻マーガレットとの間に2男2女が生まれ、息子ジェームズが爵位を継承した。